# Jan Karol Kostrzewski
Jan Karol Kostrzewski (ur. 2 grudnia 1915 w Krakowie, zm. 27 maja 2005 w Warszawie) – polski lekarz epidemiolog i polityk, poseł na Sejm PRL IX kadencji, minister zdrowia i opieki społecznej (1968–1972), wiceprzewodniczący Tymczasowej Rady Krajowej PRON, prezes Polskiej Akademii Nauk (1984–1989).

## Życiorys
Studiował na Uniwersytecie Jagiellońskim i Uniwersytecie Warszawskim, który ukończył w 1945. W 1954 został profesorem nadzwyczajnym, a w 1964 profesorem zwyczajnym nauk medycznych. W 1967 został członkiem korespondencyjnym, a w 1976 członkiem rzeczywistym Polskiej Akademii Nauk.
W 1945 został pracownikiem UJ, a w 1951 został kierownikiem Zakładu Epidemiologii Państwowego Zakładu Higieny, na stanowisku pracował do 1978. Od 1972 do 1980 sekretarz Wydziału VI Nauk Medycznych PAN, w latach 1981–1983 wiceprezes, a od 1984 do 1989 prezes Polskiej Akademii Nauk. Wiele lat pracował nad szczepionką przeciwko durowi brzusznemu, w latach 1977–1981 prezes Międzynarodowego Towarzystwa Epidemiologów. Opublikował drukiem 69 prac naukowych oraz 42 prace innych naukowców zostały opublikowane pod jego kierunkiem. 
Od grudnia 1939 do 1943 w czasie okupacji należał do Związku Odbudowy Rzeczypospolitej, gdzie pod pseudonimem Kozioł pełnił czynności Komendanta Oddziału w Krakowie. W latach 1943–1944 należał do Armii Krajowej. Walczył w czasie powstania warszawskiego, a po jego upadku trafił do obozu w Lamsdorf.
W latach 1961–1968 pracował w ministerstwie zdrowia i opieki społecznej w randze podsekretarza stanu i był Głównym Inspektorem Sanitarnym. Od lipca 1968 do marca 1972 był ministrem zdrowia i opieki społecznej w czwartym rządzie Józefa Cyrankiewicza oraz w rządzie Józefa Cyrankiewicza i Piotra Jaroszewicza. W latach 1981–1983 członek prezydium Ogólnopolskiego Komitetu Frontu Jedności Narodu. W latach 1985–1989 był posłem na Sejm PRL IX kadencji. Członek Rady Konsultacyjnej przy Przewodniczącym Rady Państwa Wojciechu Jaruzelskim (1986–1989). Członek Rady Naczelnej oraz Zarządu Głównego Związku Bojowników o Wolność i Demokrację kilku kadencji. W maju 1985 powołany w skład prezydium Rady Naczelnej ZBoWiD. W latach 1983–1988 członek prezydium Rady Obywatelskiej Budowy Pomnika Szpitala Centrum Zdrowia Matki Polki.

## Miejsce spoczynku
Został pochowany na starym cmentarzu na Służewie w Warszawie.

## Życie prywatne
Syn Jana i Marii. Jego stryjem był Józef Karol Kostrzewski.

## Odznaczenia
- Order Sztandaru Pracy I klasy (1969)[4]
- Order Sztandaru Pracy II klasy
- Krzyż Komandorski Orderu Odrodzenia Polski
- Krzyż Kawalerski Orderu Odrodzenia Polski (1954)[5]
- Złoty Krzyż Zasługi (1951)[6]
- Krzyż Walecznych
- Warszawski Krzyż Powstańczy
- Złoty Medal „Za zasługi dla obronności kraju”
- Srebrny Medal „Za zasługi dla obronności kraju”
- Medal 10-lecia Polski Ludowej
- Medal 30-lecia Polski Ludowej
- Medal 40-lecia Polski Ludowej (1984)[7]
- Odznaka honorowa „Za wzorową pracę w służbie zdrowia” (1953)[8]
- Odznaka tytułu honorowego „Zasłużony Lekarz Polskiej Rzeczypospolitej Ludowej”[9]
- Odznaka „Zasłużony Działacz Ruchu Spółdzielczego” (1969)[10]
- Złoty Medal „Opiekun Miejsc Pamięci Narodowej” (1987)[11]
- Odznaka 20-lecia Zrzeszenia Studentów Polskich (1970)[12]
- Medal 25-lecia UMCS „Nauka w służbie ludu” (1969)[13]
- Honorowy Medal 50-lecia Mongolskiej Rewolucji Ludowej (Mongolia, 1971)[14]